# 福島県小学校の廃校一覧
福島県小学校の廃校一覧（ふくしまけんしょうがっこうのはいこういちらん）は、福島県内の廃校になった小学校の一覧。対象となるのは、学制改革（1947年）以降に廃校となった小学校、および分校である。校名は廃校当時のもの。廃校時に小学校が所在していた自治体がその後、合併により消滅している場合は、現行の自治体に含む。また、現在休校中の県内の小学校と分校も、参考として記載する。

## 福島市
- 福島市立中野小学校杉ノ平分校（1965年）[1]
- 福島市立中野小学校大滝分校（1967年）[2]
- 福島市立梨平小学校名号冬季分校（茂庭小学校名号冬季分校から改称、1968年廃校）
- 福島市立山之内小学校（1969年福島市立渡利小学校へ統合）[1]
- 福島市立金谷川小学校金沢分校（1969年） [3]
- 福島市立大笹生小学校大平分校（1970年）[4]
- 福島市立水原小学校狼ヶ森分校（1971年）[5]
- 福島市立清沢小学校（1973年福島市立蓬萊小学校新設のため廃校）[6]
- 福島市立梨平小学校（1965年茂庭小学校梨平分校から独立、1992年廃校[7]）
- 福島市立茂庭小学校滝野分校（1996年）[8]
- 福島市立大波小学校上染屋分校（2009年）[1]
- 福島市立大波小学校（2014年休校[9]、2017年廃校[10]）
- 福島市立茂庭小学校（2017年休校[4]、2018年福島市立飯坂小学校へ統合）[11]
- 福島市立土湯小学校（2019年休校[4]、2020年福島市立荒井小学校へ統合[12]）
- 福島市立青木小学校（2021年福島市立飯野小学校へ統合）[13]
- 福島市立大久保小学校（同上）[14]
- 福島市立水原小学校（2023年松川小へ統合）[15]
- 福島市立松川小学校 (2025年福島市立松陵中学校などと統合により福島市立松陵義務教育学校へ)[16]
- 福島市立金谷川小学校 (同上)[16]
- 福島市立下川崎小学校 (同上)[16]

飯野町（2008年、福島市に編入合併）
- 飯野町立飯野小学校〈旧〉（1995年明治小と統合し飯野小へ）[17]
- 飯野町立明治小学校（1995年飯野小〈旧〉と統合し飯野小〈新〉へ）[17]

吾妻町（1968年、福島市新設のため消滅）
- 吾妻町立庭坂小学校高湯分校（1963年）[18]

## 会津若松市
- 会津若松市立東山小学校川渓分校（1966年）[19]
- 会津若松市立原小学校田代高坂分校（1971年）[5]
- 会津若松市立大戸小学校闇川分校（1972年）[20]
- 会津若松市立一箕小学校金堀分校（1973年）[21]
- 会津若松市立東山小学校中湯川分校（1974年[22]）
- 会津若松市立東山小学校二幣地分校（1975年）[23]
- 会津若松市立東山小学校大巣子分校（1977年）[24]
- 会津若松市立東山小学校更科分校（1986年）[25]
- 会津若松市立大戸小学校黒森分校（1989年）[26]
- 会津若松市立原小学校（1999年統合により会津若松市立湊小学校へ）[27]
- 会津若松市立共和小学校（同上）[27]
- 会津若松市立双潟小学校（同上）[27]
- 会津若松市立赤井小学校（同上）[27]
- 会津若松市立河東第一小学校（2007年統合により河東学園小へ）[28]
- 会津若松市立河東第二小学校（同上）[28]
- 会津若松市立河東第三小学校（同上）[28]
- 会津若松市立河東学園小学校（2021年会津若松市立河東学園中学校と統合し義務教育学校である会津若松市立河東学園へ）[29]

河東町（2005年、会津若松市に編入合併）
- 河東町立河東第二小学校強清水分校（1973年）[6]

## 郡山市
- 郡山市立熱海小学校玉川分校（1966年）[30]
- 郡山市立月形小学校安積鉱山冬季分校（1968年）
- 郡山市立多田野小学校山田原分校（1972年）[31]
- 郡山市立月形小学校舟津分校（1975年）[23]
- 郡山市立福良小学校中浜分校（1977年）[24]
- 郡山市立三和小学校下守屋分校（1978年）[32]
- 郡山市立熱海小学校中山分校（1978年）[30]
- 郡山市立御舘小学校駒板分校（2003年休校、2005年廃校）[33]
- 郡山市立赤津小学校（2005年統合により郡山市立湖南小学校へ）[34]
- 郡山市立福良小学校（同上）[34]
- 郡山市立三代小学校（同上）[34]
- 郡山市立中野小学校（同上）[34]
- 郡山市立月形小学校（同上）[34]
- 郡山市立河内小学校夏出分校（2006年休校、2011年廃校）[35]
- 郡山市立上伊豆島小学校（2016年休校、2019年廃校[36]）
- 郡山市立高野小学校（2018年郡山市立西田学園へ移行）[37]
- 郡山市立鬼生田小学校（同上）[37]
- 郡山市立三町目小学校（同上）[37]
- 郡山市立大田小学校（同上）[37]
- 郡山市立根木屋小学校（同上）[37]
- 郡山市立田母神小学校（2020年統合より郡山市立谷田川小学校へ）[38]
- 郡山市立栃神山小学校（同上）[38]

田村町（1965年、郡山市新設のため消滅）
- 田村町立守山小学校細田分校（1962年）[39]

三穂田村（1965年、郡山市新設のため消滅）
- 三穂田村立三和小学校高籏分校（1963年）[32]

## いわき市
- いわき市立川前小学校高部分校（1969年）[40]
- いわき市立入遠野小学校入定分校（1970年）[41]
- いわき市立合戸小学校（1970年渡戸小と統合し永戸小へ）[42]
- いわき市立渡戸小学校（1970年合戸小と統合し永戸小へ）[42]
- いわき市立小川小学校江田分校（1971年）[40]
- いわき市立入遠野小学校大平分校（1971年）[41]
- いわき市立入遠野小学校根本分校（1972年）[41]
- いわき市立久ノ浜第一小学校田之網分校（1973年）[40]
- いわき市立久ノ浜第一小学校末続分校（1973年）[40]
- いわき市立上三坂小学校（1980年統合により三阪小へ）[40]
- いわき市立中三坂小学校（同上）[40]
- いわき市立下三坂小学校（同上）[40]
- いわき市立小川小学校下小川分校（1982年）[40]
- いわき市立桶売小学校志田名分校（1983年）[40]
- いわき市立川前小学校山下谷分校（1990年）[40]
- いわき市立渡辺小学校上釜戸分校（1994年）[40]
- いわき市立小川小学校戸渡分校（2000年休校、2003年廃校）[40]
- いわき市立沢渡小学校新田分校（2005年）[40]
- いわき市立田人第一小学校（2014年統合によりいわき市立田人小学校へ）[43]
- いわき市立田人第一小学校荷路夫分校（同上）[43]
- いわき市立田人第二小学校（同上）[43]
- いわき市立田人第二小学校南大平分校（同上）[43]
- いわき市立石住小学校（同上）[43]
- いわき市立貝泊小学校（同上）[43]
- いわき市立沢渡小学校（2015年統合によりいわき市立三和小学校へ）[44]
- いわき市立三阪小学校（同上）[44]
- いわき市立差塩小学校（同上）[44]
- いわき市立永戸小学校（同上）[44]
- いわき市立永井小学校（同上）[44]
- いわき市立白水小学校（2020年いわき市立湯本第二小学校へ統合）[45]
- いわき市立好間第三小学校（2018年いわき市立好間第一小学校へ統合）[46]
- いわき市立大野第一小学校（2020年いわき市立大浦小学校へ統合）[47]
- いわき市立大野第二小学校（2021年大浦小へ統合）[48]
- いわき市立小白井小学校（2021年休校[49]、2024年廃校[50]）
- いわき市立川前小学校（2023年休校[51]、2024年廃校[52]）
- いわき市立桶売小学校（2023年休校、2024年廃校）[53]
- いわき市立上遠野小学校（2024年入遠野小と統合しいわき市立遠野小学校へ）[54]
- いわき市立入遠野小学校（2024年上遠野小と統合し遠野小へ）[54]
- いわき市立草野小学校絹谷分校（2024年）[55]

勿来市（1966年、いわき市新設のため消滅）
- 勿来市立山田小学校大谷分校（1962年）[56]
- 勿来市立山田小学校（1963年上山田小と統合しいわき市立菊田小学校〈当時：勿来市立〉へ）[57]
- 勿来市立上山田小学校（1963年山田小と統合し菊田小へ）[57]

四倉町（1966年、いわき市新設のため消滅）
- 四倉町立大野第一小学校八茎分校（1963年）[58]

遠野町（1966年、いわき市新設のため消滅）
- 遠野町立遠野小学校滝分校（1966年）[19]

川前村（1966年、いわき市新設のため消滅）
- 川前村立川前小学校神楽山分校（1959年10月1日）

## 白河市
- 白河市立信夫第一小学校（2022年統合により白河市立大信小学校へ）[59]
- 白河市立信夫第二小学校（同上）[59]
- 白河市立大屋小学校（同上）[59]

大信村（2005年、白河市新設のため消滅）
- 大信村立大屋小学校屋敷下季節分校（1961年）
- 大信村立隈戸小学校（1956年大屋小隈戸分校から独立するも、1972年大屋小へ統合）[60]

表郷村（2005年、白河市新設のため消滅）
- 表郷村立表郷第一小学校（1980年統合により白河市立表郷小学校〈当時：表郷村立〉へ）[61]
- 表郷村立表郷第二小学校（同上）[61]
- 表郷村立表郷第三小学校（同上）[61]
- 表郷村立表郷第三小学校河東田分校（同上）[61]
- 表郷村立表郷第四小学校（同上）[61]
- 表郷村立表郷第五小学校（同上）[61]

## 須賀川市
- 須賀川市立浜田小学校（1959年須賀川市立第一小学校の一部・前田川小と統合し須賀川市立第三小学校へ）[62]
- 須賀川市立前田川小学校（1959年第一小の一部・浜田小と統合し第三小へ）[62]
- 須賀川市立稲田第一小学校（1963年稲田第二小と統合し稲田小へ）
- 須賀川市立稲田第二小学校（1963年稲田第一小と統合し稲田小へ）
- 須賀川市立保土原小学校（1964年稲田小へ統合）[63]
- 須賀川市立川東小学校田中分校（1968年）[64]
- 須賀川市立川東小学校（1969年雨田小と統合し須賀川市立大東小学校へ）[65]
- 須賀川市立雨田小学校（1969年川東小と統合し大東小へ）[65]
- 須賀川市立東山小学校（1966年小塩江小学校東山分校から独立、2005年休校し須賀川市立小塩江小学校へ統合[66]、2009年廃校[67]）
- 須賀川市立江持小学校（1972年第三小の一部と統合し須賀川市立阿武隈小学校へ）[62]
- 須賀川市立滑川小学校（1982年須賀川市立第二小学校の一部と統合し須賀川市立柏城小学校へ）[62]
- 須賀川市立大東小学校上小山田分校（2017年休校）[62]
- 須賀川市立稲田小学校（2018年須賀川市立稲田中学校と統合し小中一貫校稲田学園となり、2021年須賀川市立義務教育学校稲田学園へ）[62]

長沼町（2005年、須賀川市に編入合併）
- 長沼町立木之崎小学校（1971年梓衝小と統合し須賀川市立長沼東小学校〈当時：長沼町立〉へ）[68]
- 長沼町立梓衝小学校（1971年木之崎小と統合し長沼東小へ）[68]
- 長沼町立勢至堂小学校（1971年須賀川市立長沼小学校〈当時：長沼町立〉勢至堂分校となり、2002年休校、2005年廃校）[62]

岩瀬村（2005年、須賀川市に編入合併）
- 岩瀬村立白方小学校向原分校（1974年）[22]

## 喜多方市
- 喜多方市立慶徳小学校山科分校（1965年）[69]
- 喜多方市立熊倉小学校雄国分校（1985年）[70]
- 喜多方市立高郷第一小学校（2007年統合により喜多方市立高郷小学校へ）[71]
- 喜多方市立高郷第二小学校（同上）[71]
- 喜多方市立高郷第三小学校（同上）[71]
- 喜多方市立関柴小学校楚々木分校（1998年休校、2010年廃校）[72]
- 喜多方市立山都第三小学校（2009年山都第一小へ統合）[67]
- 喜多方市立山都第一小学校（2010年山都第二小と統合し喜多方市立山都小学校へ）[73]
- 喜多方市立山都第二小学校（2010年山都第一小と統合し山都小へ）[73]
- 喜多方市立山都第一小学校第三分校（2010年）[74]
- 喜多方市立岩月小学校（2011年入田付小と統合し喜多方市立第三小学校へ）[75]
- 喜多方市立入田付小学校（2011年岩月小と統合し第三小へ）[75]
- 喜多方市立入田付小学校根小屋季節分校（2011年）[76]

塩川町（2006年、喜多方市新設のため消滅）
- 塩川町立堂島小学校渋井分校[77]（廃校時期不詳）
- 塩川町立堂島小学校大田木分校[77]（廃校時期不詳）
- 塩川町立堂島小学校遠田分校[77]（1962年）
- 塩川町立駒形小学校中曽根分校（1978年）[78]
- 塩川町立駒形小学校中道季節分校（1978年）[78]

熱塩加納村（2006年、喜多方市新設のため消滅）
- 熱塩加納村立加納小学校板ノ沢分校（1955年8月31日宮川分校〈のち：宮川小〉へ統合）
- 熱塩加納村立宮川小学校（1961年独立する[79]も、1984年[80]喜多方市立加納小学校〈当時：熱塩加納村立〉へ統合[81]）
- 熱塩加納村立加納小学校大平分校（1981年休校、1987年廃校[81]）
- 熱塩加納村立加納小学校五枚沢分校（1987年）[81]
- 熱塩加納村立加納小学校黒岩分校（1989年休校、1994年廃校[81]）
- 高郷村立高郷第二小学校揚津分校（1988年）[82]

山都町（2006年、喜多方市新設のため消滅）
- 山都町立山都第二小学校賢谷分校（1989年）[26]
- 山都町立山都第二小学校早稲谷分校（1989年）[26]
- 山都町立山都第三小学校川入分校（1999年）[83]
- 山都町立山都第三小学校藤巻分校（1999年）[83]

## 相馬市
- 相馬市立山上小学校中井塚分校（1971年）[5]
- 相馬市立玉野小学校（2017年）[84]

## 二本松市
- 二本松市立塩沢小学校木ノ根坂分校（1965年）[69]
- 二本松市立杉田小学校箕輪分校（1968年）[64]
- 二本松市立平石小学校（2001年鈴石小と統合し二本松市立石井小学校へ）[85]
- 二本松市立鈴石小学校（2001年平石小と統合し石井小へ）[85]
- 二本松市立上川崎小学校（2010年下川崎小と統合し二本松市立川崎小学校へ）[86]
- 二本松市立下川崎小学校（2010年上川崎小と統合し川崎小へ）[86]
- 二本松市立下太田小学校（2010年統合により二本松市立東和小学校へ）[87]
- 二本松市立上太田小学校（同上）[87]
- 二本松市立針道小学校（同上）[87]
- 二本松市立北戸沢小学校（同上）[87]
- 二本松市立南戸沢小学校（同上）[87]
- 二本松市立木幡第一小学校（同上）[87]
- 二本松市立木幡第二小学校（同上）[87]

百目木村
- 百目木村立百目木小学校〈初代〉（1947年茂原小と統合し百目木小〈2代目〉へ）[88]

茂原村
- 茂原村立茂原小学校（1947年百目木小〈初代〉と統合し百目木小〈2代目〉へ）[88]

安達町（2005年、二本松市新設のため消滅）
- 福島市・安達郡安達町学校組合立下立下川崎小学校（1967年二本松市立下川崎小学校〈当時：安達町立〉と福島市立下川崎小学校へ分割）[2]

東和町（2005年、二本松市新設のため消滅）
- 東和町立北戸沢小学校熊の谷分校（1974年）[22]
- 東和町立木幡第二小学校水舟分校（1991年）[89]

岩代町（2005年、二本松市新設のため消滅）
- 岩代町立小浜小学校初森分校（1965年杉沢小学校初森分校から改称、1970年廃校）[90]
- 岩代町立西新殿小学校（1972年東新殿小と統合し二本松市立新殿小学校〈当時：岩代町立〉へ）[91]
- 岩代町立東新殿小学校（1972年西新殿小と統合し新殿小へ）[91]
- 岩代町立杉沢小学校（1975年新殿小へ統合）[91]
- 岩代町立百目木小学校〈2代目〉（2004年田沢小と統合し二本松市立旭小学校〈当時：岩代町立〉へ）[88]
- 岩代町立田沢小学校（2004年百目木小〈2代目〉と統合し旭小へ）[88]

## 田村市
- 田村市立今泉小学校（2008年田村市立船引小学校へ統合）[92]
- 田村市立堀越小学校（2009年統合により田村市立船引南小学校へ）[93]
- 田村市立椚山小学校（同上）[93]
- 田村市立門沢小学校（同上）[93]
- 田村市立春山小学校（2010年船引小へ統合）[92]
- 田村市立石森小学校（同上）[92]
- 田村市立山根小学校（2010年田村市立常葉小学校へ統合）[94]
- 田村市立大久保小学校（2010年古道小へ統合）[95]
- 田村市立牧野小学校（2011年上大越小へ統合）[96]
- 田村市立上大越小学校（2012年下大越小と統合し田村市立大越小学校へ）[96]
- 田村市立下大越小学校（2012年上大越小と統合し大越小へ）[96]
- 田村市立滝根小学校〈旧〉（2016年統合により田村市立滝根小学校〈新〉へ）[97]
- 田村市立菅谷小学校（同上）[97]
- 田村市立広瀬小学校（同上）[97]
- 田村市立古道小学校（2017年岩井沢小と統合し田村市立都路小学校へ）[98]
- 田村市立岩井沢小学校（2017年古道小と統合し都路小へ）[98]
- 田村市立西向小学校（2019年常葉小へ統合）[94]
- 田村市立関本小学校（同上）[94]
- 田村市立美山小学校〈旧〉（2023年統合により田村市立美山小学校〈新〉へ）[99]
- 田村市立緑小学校（同上）[99]
- 田村市立瀬川小学校（同上）[99]
- 田村市立芦沢小学校（2023年船引南小へ統合）[100]
- 田村市立要田小学校（2023年船引小[100]と三春町立三春小学校[101]へ分割統合）

船引町（2005年、田村市新設のため消滅）
- 船引町立瀬川小学校門廉分校（1971年）[102]
- 船引町立瀬川小学校石沢分校（1975年）[102]
- 三春船引学校組合立要田小学校北成田分校（1995年）[103]
- 船引町立移小学校（2003年中山小と統合し緑小へ）[104][注釈 1]
- 船引町中山小学校（2003年移小と統合し緑小へ）[104]

常葉町（2005年、田村市新設のため消滅）
- 常葉町立関本小学校早稲川分校（1956年上大越小早稲川分校となり、1964年大越町立早稲川小学校として独立[106]、1976年上大越小へ統合）[107]

滝根町（2005年、田村市新設のため消滅）
- 滝根町立滝根小学校入新田分校（1967年）[2]

## 南相馬市
- 南相馬市立真野小学校（2014年南相馬市立鹿島小学校へ統合）[108]
- 南相馬市立小高小学校〈旧〉（2021年南相馬市立小高小学校〈新〉へ統合）[109]
- 南相馬市立金房小学校（同上）[109]
- 南相馬市立鳩原小学校（同上）[109]
- 南相馬市立福浦小学校（同上）[109]
- 南相馬市立八沢小学校（2024年鹿島小へ統合）[110]

原町市（2006年、南相馬市新設のため消滅）
- 原町市立石神第二小学校横川分校（1965年）[111]
- 原町市立石神第一小学校不動分校（1967年）[112]
- 原町市立原町第一小学校渋佐分校（1967年）[112]
- 原町市立大甕小学校堤谷分校（1969年）[112]

小高町（2006年、南相馬市新設のため消滅）
- 小高町立小高小学校塚原分校（1964年）[112]

鹿島町（2006年、南相馬市新設のため消滅）
- 鹿島町立鹿島小学校北右田分校（1957年）[108]
- 鹿島町立上真野小学校栃窪分校（1969年）[113]
- 鹿島町立上真野小学校小池分校（1970年）[113]
- 鹿島町立八沢小学校南柚木分校（1970年）[114]

## 伊達市
- 伊達市立泉原小学校（2011年伊達市立掛田小学校へ統合）[115]
- 伊達市立五十沢小学校（2017年伊達市立梁川小学校へ統合）[116]
- 伊達市立富野小学校（同上）[116]
- 伊達市立山舟生小学校（同上）[116]
- 伊達市立白根小学校（同上）[116]
- 伊達市立大枝小学校（同上）[116]
- 伊達市立富成小学校（2019年伊達市立上保原小学校へ統合）[117]
- 伊達市立月舘小学校（2020年小手小と統合し伊達市立月舘学園小学校へ）[117]
- 伊達市立小手小学校（2020年月舘小と統合し月舘学園小へ）[117]
- 伊達市立大石小学校（2021年掛田小へ統合）[117]
- 伊達市立石田小学校（2023年掛田小へ統合）[117]

伊達町（2006年、伊達市新設のため消滅）
- 伊達町立伏黒小学校（1969年箱崎小と統合し伊達市立東小学校〈当時：伊達町立〉へ）[3]
- 伊達町立箱崎小学校（1969年伏黒小と統合し東小へ）[3]

霊山町（2006年、伊達市新設のため消滅）
- 霊山町立石田小学校坂ノ上分校（1970年）[90]
- 霊山町立山戸田小学校（1970年掛田小へ統合）[90]
- 霊山町立中川小学校（1972年掛田小へ統合）[20]
- 霊山町立上小国小学校（1983年下小国小と統合し伊達市立小国小学校〈当時：霊山町立〉へ）[118]
- 霊山町立下小国小学校（1983年上小国小と統合し小国小へ）[118]
- 伊達市国見町組合立大枝小学校（所在地は伊達市内、2012年分割、一部は国見町立藤田小学校、国見町立森江野小学校、国見町立小坂小学校、国見町立大木戸小学校と統合し国見町立国見小学校へ、残りは伊達市立大枝小学校へ）[119]

## 本宮市
本宮町（2007年、本宮市新設のため消滅）
- 本宮町立高木小学校（1970年本宮市立本宮小学校〈当時：本宮町立〉へ統合）[120]

白沢村（2007年、本宮市新設のため消滅）
- 白沢村立白岩小学校長屋分校（1965年）[69]
- 白沢村立白沢小学校稲沢分校（1967年）[2]
- 白沢村立白岩小学校松沢分校（1968年）[64]

## 伊達郡
- 川俣町立小島小学校田代分校（1979年）[121]
- 川俣町立山木屋小学校坂下分校（1980年）[121]
- 川俣町立山木屋小学校田代分校（1980年）[121]
- 川俣町立大綱木小学校（1985年川俣町立川俣小学校の一部および小綱木小と統合し川俣南小へ）[122]
- 川俣町立小綱木小学校（1985年川俣小の一部および大綱木小と統合し川俣南小へ）[122]
- 川俣町立鶴沢小学校（1989年小神小と統合し富田小へ）[121]
- 川俣町立小神小学校（1989年鶴沢小と統合し富田小へ）[121]
- 川俣町立福沢小学校（2008年川俣小へ統合）[123]
- 川俣町立小島小学校（同上）[123]
- 川俣町立川俣南小学校（2022年川俣小へ統合）[124]
- 川俣町立福田小学校（同上）[124]
- 川俣町立飯坂小学校（同上）[124]
- 川俣町立富田小学校（同上）[124]
- 国見町立藤田小学校（2012年伊達市国見町組合立大枝小学校の一部と統合し国見町立国見小学校へ）[119]
- 国見町立森江野小学校（同上）[119]
- 国見町立小坂小学校（同上）[119]
- 国見町立大木戸小学校（同上）[119]
- 伊達市国見町組合立大枝小学校（所在地は伊達市内、2012年分割、一部は藤田小、森江野小、小坂小、大木戸小と統合し国見小へ、残りは伊達市立大枝小学校へ）[119]

## 岩瀬郡
- 天栄村立湯本小学校鎌房分校（1957年）[125]
- 天栄村立湯本小学校河内分校（1961年）[125]
- 天栄村立牧本小学校宮前分校（1965年）[69]
- 天栄村立牧本小学校滝田分校（1965年）[69]
- 天栄村立湯本小学校二俣分校（1967年）[125]
- 天栄村立羽鳥小学校（1966年湯本小学校辰目沢分校から独立、2002年天栄村立湯本小学校へ統合）[125]
- 天栄村立羽鳥小学校黒沢分校（2002年）[126]

## 南会津郡
- 下郷町立楢原小学校宮山分校（1961年12月）[127]
- 下郷町立江川小学校白岩分校（1964年9月）[69]
- 下郷町立楢原小学校栄富分校（1966年）[128]
- 下郷町立楢原小学校三ツ井分校（1970年）[90]
- 下郷町立旭田小学校南倉沢分校（1971年）[5]
- 下郷町立江川小学校小沼崎分校（1971年）[5]
- 下郷町立南小学校十文字分校（1972年）[20]
- 下郷町立南小学校野際冬季分校（旭田小学校野際冬季分校から改称、1972年廃校）
- 下郷町立楢原小学校豊成分校（1979年）[129]
- 下郷町立楢原小学校弥五島分校（1957年江川小から移管[130]、1979年廃校）[129]
- 下郷町立楢原小学校中山分校（1993年休校、2005年廃校）[131]
- 下郷町立楢原小学校戸赤分校（1999年休校、2005年廃校）[131]
- 下郷町立旭田小学校中妻分校（2004年）[132]
- 下郷町立旭田小学校大松川分校（2004年）[132]
- 下郷町立旭田小学校落合分校（2004年）[132]
- 下郷町立江川小学校大内分校（1957年楢原小から移管、2005年廃校）[130]
- 下郷町立南小学校（1963年旭田小音金分校から独立するも、2005年下郷町立旭田小学校へ統合）[132]
- 下郷町立江川小学校高陦分校（2005年）[130]
- 下郷町立江川小学校枝松分校（2005年）[130]
- 下郷町立江川小学校雑根分校（2005年）[注釈 2]
- 檜枝岐村立檜枝岐小学校大津岐分校（1961年赤岩分校へ統合）[133]
- 檜枝岐村立檜枝岐小学校赤岩分校（1968年12月）[133]
- 檜枝岐村立檜枝岐小学校大杉分校（1972年9月）[133]
- 只見町立朝日小学校黒谷入分校〈初代〉（1964年）[58]
- 只見町立明和小学校二軒在家分校（1964年）[58]
- 只見町立只見小学校石伏分校（1966年）[19]
- 只見町立只見小学校塩沢分校（1968年）[64]
- 只見町立明和小学校吉尾分校（1969年）[3]
- 只見町立只見小学校真奈川冬季分校（1970年）[注釈 3]
- 只見町立只見小学校蒲生分校（1976年）[107]
- 只見町立只見小学校入叶津分校（1976年）[107]
- 只見町立朝日小学校熊倉分校（1976年）[107]
- 只見町立朝日小学校楢戸季節分校（1976年）[107]
- 只見町立朝日小学校黒谷入季節分校〈2代目〉（1977年）[24]
- 只見町立明和小学校布沢分校（1982年）[134]
- 南会津町立上郷小学校（2008年南会津町立舘岩小学校へ統合）[135]
- 南会津町立檜沢小学校（2013年針生小と統合し南会津町立桧沢小学校へ）[136]
- 南会津町立針生小学校（2013年檜沢小と統合し桧沢小へ）[136]
- 南会津町立南郷第一小学校（2012年南郷第二小と統合し南会津町立南郷小学校へ）[137]
- 南会津町立南郷第二小学校（2012年南郷第一小と統合し南郷小へ）[137]

南郷村（2006年、南会津町新設のため消滅）
- 南郷村立富田小学校（1972年和泉田小と統合し南郷第二小へ）[137]
- 南郷村立和泉田小学校（1966年富田小和泉田分校から独立、1972年富田小と統合し南郷第二小へ）[137]
- 田島町立檜沢小学校高野分校（1964年）[58]
- 田島町立檜沢小学校静川分校（1964年）[58]
- 田島町立田島小学校水無分校（1965年）[69]
- 田島町立八総鉱山小学校（1970年）[138]

田島町（2006年、南会津町新設のため消滅）
- 田島町立荒海小学校滝ノ原分校（1972年）[20]
- 田島町立永田小学校（1974年南会津町立田島小学校〈当時：田島町立〉へ統合）[22]
- 田島町立長野小学校（1980年南会津町立田島第二小学校〈当時：田島町立〉新設のため廃校）[注釈 4]
- 田島町立栗生沢小学校（1966年田島小学校栗生沢分校から独立、1994年廃校[139]）

舘岩村（2006年、南会津町新設のため消滅）
- 舘岩村立舘岩小学校宮里季節分校（1955年）[138]
- 舘岩村立舘岩小学校鱒沢分校（1966年）[138]
- 舘岩村立舘岩小学校塩ノ原分校（1970年）[138]
- 舘岩村立舘岩小学校水引分校（1973年）[138]
- 舘岩村立舘岩小学校川衣季節分校（1974年）[138]
- 舘岩村立舘岩小学校小高林季節分校（1974年）[138]
- 舘岩村立舘岩小学校宮里分校（1977年）[24]

伊南村（2006年、南会津町新設のため消滅）
- 伊南村立大川小学校（1978年南会津町立伊南小学校〈当時：伊南村立〉へ統合）[78]

## 耶麻郡
- 北塩原村立大塩小学校二ノ沢分校
- 北塩原村立檜原小学校曽原分校（1959年蛇平分校と統合し北塩原村立裏磐梯小学校へ）[140]
- 北塩原村立檜原小学校蛇平分校（1959年曽原分校と統合し裏磐梯小へ）[140]
- 北塩原村立檜原小学校金山分校（1978年）[78]
- 北塩原村立檜原小学校雄子沢分校（1959年裏磐梯小雄子沢分校となり、1979年休校、1990年廃校）
- 北塩原村立檜原小学校小野川分校（1959年裏磐梯小小野川分校となり、1982年休校、1990年廃校）
- 北塩原村立大塩小学校滝の原分校（1982年）[141]
- 北塩原村立檜原小学校早稲沢分校（1994年）[139]
- 北塩原村立檜原小学校（1996年裏磐梯小へ統合）[142]
- 北塩原村立北山小学校（2007年大塩小と統合し北塩原村立さくら小学校へ）[143]
- 北塩原村立大塩小学校（2007年北山小と統合しさくら小へ）[143]
- 西会津町立新郷小学校柴崎季節分校（1955年）[144]
- 西会津町立新郷小学校三河分校（1961年）[144]
- 西会津町立野沢小学校中野分校（1968年中野季節分校となり、1972年廃校）[144]
- 西会津町立黒沢小学校上杉山分校（1968年）[64]
- 西会津町立尾野本小学校軽沢分校（1969年軽沢季節分校となり、1987年休校）[144]
- 西会津町立尾野本小学校登世島第一分校（1974年休校、1975年廃校）[144]
- 西会津町立尾野本小学校下谷分校（1974年休校、1988年廃校）[144]
- 西会津町立群岡小学校白坂分校（1974年）[22]
- 西会津町立群岡小学校宝川分校（1975年休校[24]、1976年廃校[144]）
- 西会津町立尾野本小学校睦合分校（1975年休校、1997年廃校）[144]
- 西会津町立新郷小学校富士分校（1977年）[144]
- 西会津町立尾野本小学校登世島第二分校（1977年休校、1988年廃校）[144]
- 西会津町立野沢小学校安座分校（1978年）[144]
- 西会津町立奥川小学校弥平四郎季節分校（1981年休校）[144]
- 西会津町立奥川小学校弥生分校（1983年）[144]
- 西会津町立奥川小学校大舟沢季節分校（1985年）[144]
- 西会津町立群岡小学校徳沢分校（1986年休校[144]、2010年廃校[74]）
- 西会津町立新郷小学校井谷季節分校（1987年）[144]
- 西会津町立奥川小学校飯根分校（1987年）[144]
- 西会津町立尾野本小学校上谷分校（1988年休校）[144]
- 西会津町立屋敷小学校（1990年群岡小へ統合）[144]
- 西会津町立奥川小学校大綱木分校（1997年）[144]
- 西会津町立奥川小学校高陽根分校（1997年）[144]
- 西会津町立黒沢小学校（1997年尾野本小へ統合）[144]
- 西会津町立野沢小学校（2012年統合により西会津町立西会津小学校へ）[144]
- 西会津町立尾野本小学校（同上）[144]
- 西会津町立群岡小学校（同上）[144]
- 西会津町立新郷小学校（同上）[144]
- 西会津町立奥川小学校（同上）[144]
- 猪苗代町立沼尻小学校（1959年吾妻第二小沼尻分室となり、1961年廃止）
- 猪苗代町立吾妻第一小学校議場分校（1961年市沢小へ統合するも市沢小季節議場分校として存続し、1963年市沢小議場分校に再び改称、1973年廃校）
- 猪苗代町立吾妻第一小学校若宮分校（1964年）[58]
- 猪苗代町立猪苗代小学校渋谷分校（1966年）[19]
- 猪苗代町立元山小学校（1968年吾妻第二小へ統合）[64]
- 猪苗代町立猪苗代小学校川上分校（1968年）[64]
- 猪苗代町立吾妻第二小学校達沢季節分校（1977年）[24]
- 猪苗代町立猪苗代小学校千貫分校（1977年）[24]
- 猪苗代町立翁島小学校第一分校（1995年）[145]
- 猪苗代町立吾妻第一小学校（1996年統合により猪苗代町立吾妻小学校へ）[146]
- 猪苗代町立吾妻第二小学校（同上）[146]
- 猪苗代町立市沢小学校（1961年吾妻第一小市沢分校から独立、1996年吾妻小へ）[146]
- 猪苗代町立月輪小学校（2006年山潟小と統合し緑小へ）[147]
- 猪苗代町立山潟小学校（2006年月輪小と統合し緑小へ）[147]
- 猪苗代町立千里小学校（2024年統合により猪苗代町立猪苗代第二小学校へ）[148]
- 猪苗代町立翁島小学校（同上）[148]
- 猪苗代町立緑小学校（同上）[148]

## 河沼郡
- 会津坂下町立川西小学校長井分校（1972年休校、1987年廃校）
- 会津坂下町立川西小学校袋原分校（1991年休校[149]、2005年廃校）
- 会津坂下町立八幡小学校坂本分校（2005年休校、2006年10月1日廃校）[150]
- 会津坂下町立川西小学校（2008年坂下小へ統合）[151]
- 会津坂下町立片門小学校（同上）[151]
- 会津坂下町立八幡小学校（同上）[151]
- 会津坂下町立坂下小学校（2013年会津坂下町立坂下南小学校と会津坂下町立坂下東小学校に分割）[152]
- 会津坂下町立若宮小学校（2013年坂下南小へ統合）[152]
- 会津坂下町立金上小学校（2013年坂下東小へ統合）[152]
- 会津坂下町立広瀬小学校（同上）[152]
- 柳津町立柳津小学校郷戸分校（1966年）[153]
- 柳津町立柳津小学校猪倉野分校（1966年）[153]
- 柳津町立西山小学校湯八木沢季節分校（1970年）[153]
- 柳津町立柳津小学校飯谷分校（1979年）[153]
- 柳津町立柳津小学校軽井沢分校（1979年）[153]
- 柳津町立柳津小学校大柳分校（1982年）[153]
- 柳津町立柳津小学校石坂分校（1985年）[154]
- 柳津町立西山小学校大成沢分校（1985年）[153]
- 柳津町立西山小学校四ツ谷分校（1985年）[153]
- 柳津町立柳津小学校藤分校（1987年）[154]
- 柳津町立西山小学校高森分校（1983年休校[153]、1995年廃校[103]）
- 柳津町立久保田小学校大峯季節分校（1995年）[154]
- 柳津町立西山小学校琵琶首分校（1999年休校[154]、2009年廃校[67]）
- 柳津町立久保田小学校（2005年）[155]

## 大沼郡
- 三島町立宮下小学校檜原分校（1964年）[58]
- 三島町立宮下小学校（1995年西方小と統合し三島町立三島小学校へ）[103]
- 三島町立西方小学校（1995年宮下小と統合し三島小へ）[103]
- 三島町立宮下小学校滝谷分校（1995年）[103]
- 三島町立西方小学校大石田分校（1995年）[103]
- 金山町立横田小学校山中冬季分校（1972年）[注釈 5]
- 金山町立本名小学校三条分校（1974年）[156]
- 金山町立玉梨小学校（1977年川口小へ統合）[156]
- 金山町立大塩小学校（1977年金山町立横田小学校へ統合）[156]
- 金山町立横田小学校山入分校（同上）[156]
- 金山町立水沼小学校（1981年統合により金山町立金山小学校へ）[156]
- 金山町立中川小学校（同上）[156]
- 金山町立沼沢小学校（同上）[156]
- 金山町立川口小学校（同上）[156]
- 金山町立本名小学校（1994年）[156]
- 金山町立金山小学校（2025年横田小と統合し金山町立かねやま小学校へ）
- 金山町立横田小学校（2025年金山小と統合しかねやま小へ）
- 昭和村立大芦小学校玉川冬季分校（1974年）
- 昭和村立下中津川小学校（1980年統合により昭和村立昭和小学校へ）[157]
- 昭和村立大芦小学校畑小屋分校（同上）[158]
- 昭和村立野尻小学校（同上）[157]
- 昭和村立大芦小学校（同上）[157]
- 昭和村立喰丸小学校（同上）[157]
- 昭和村立喰丸小学校見沼冬季分校（同上）[注釈 6]
- 昭和村立昭和小学校小野川分校（2002年休校、2013年廃校）[157]
- 会津美里町立尾岐小学校（2008年統合により会津美里町立宮川小学校へ）[159]
- 会津美里町立永井野小学校（同上）[159]
- 会津美里町立藤川小学校（同上）[159]
- 会津美里町立旭小学校（同上）[159]
- 会津美里町立赤沢小学校（2010年会津美里町立高田小学校へ統合）[160]
- 会津美里町立本郷第一小学校（2013年本郷第二小と統合し会津美里町立本郷小学校へ）[161]
- 会津美里町立本郷第二小学校（2013年本郷第一小と統合し本郷小へ）[161]

会津高田町（2005年、会津美里町新設のため消滅）
- 会津高田町立尾岐小学校菅沼分校（1968年）[162]
- 会津高田町立尾岐小学校海老山分校（1973年）[6]
- 会津高田町立尾岐小学校西尾分校（1980年）[158]
- 会津高田町立尾岐小学校松坂分校（1984年）[80]
- 会津高田町立東尾岐小学校（2004年）[163]

本郷町（2005年、会津美里町新設のため消滅）
- 本郷町立本郷第二小学校栃沢分校（1973年）[6]

新鶴村（2005年、会津美里町新設のため消滅）
- 新鶴村立新鶴第一小学校沼山分校（1969年[164]）
- 新鶴村立新鶴第一小学校（1972年新鶴第二小と統合し会津美里町立新鶴小学校〈当時：新鶴村立〉へ）[165]
- 新鶴村立新鶴第二小学校（1972年新鶴第一小と統合し新鶴小へ）[165]
- 新鶴村立新鶴第二小学校大谷地季節分校（新鶴小学校大谷地分校に改称、1976年廃校）[107]
- 新鶴村立新鶴第二小学校仏沢分校（1974年新鶴小学校仏沢分校に改称、1976年廃校）[107]

## 西白河郡
- 西郷村立熊倉小学校真船分校（1962年）[166]
- 西郷村立熊倉小学校鶴生分校（1962年）[166]
- 西郷村立熊倉小学校追原分校（1962年）[166]
- 西郷村立小田倉小学校台上分校（1965年）[167]
- 西郷村立小田倉小学校一の又分校（1971年）[168]
- 西郷村立羽太小学校真名子分校（1971年）[168]

## 東白川郡
- 棚倉町立社川小学校玉野分校（1963年）[169]
- 棚倉町立近津小学校山本分校（1963年）[169]
- 棚倉町立高野小学校久慈川分校（1965年）[169]
- 棚倉町立高野小学校戸中分室（1979年）[169]
- 棚倉町立高野小学校瀬ヶ野分校（1983年）[169]
- 矢祭町立東舘小学校宝坂分校（1971年）[5]
- 矢祭町立東舘小学校高野谷地分校（1984年）
- 矢祭町立内川小学校茗荷分校（1989年）[26]
- 矢祭町立東舘小学校追分分校（1998年休校、2005年廃校）
- 矢祭町立東舘小学校（2016年統合により矢祭町立矢祭小学校へ）[170]
- 矢祭町立下関河内小学校（同上）[170]
- 矢祭町立関岡小学校（同上）[170]
- 矢祭町立内川小学校（同上）[170]
- 矢祭町立石井小学校（同上）[170]
- 塙町立高城小学校伊香分校（1965年）[171]
- 塙町立高城小学校真名畑分校（1964年入山分校と統合し真名畑小へ）[172]
- 塙町立高城小学校入山分校（1964年真名畑分校と統合し真名畑小へ）[172]
- 塙町立笹原小学校丸ケ草分校（1965年）[173]
- 塙町立塙小学校上石井分校（1966年）[174]
- 塙町立台宿小学校（1955年高城小学校台宿分教場から独立、1968年塙町立塙小学校へ統合）[174]
- 塙町立常豊小学校西河内分校（1969年）[175]
- 塙町立笹原小学校田代分校（1971年）[173]
- 塙町立高城小学校伊香部分校（1972年）[172]
- 塙町立常豊小学校東河内分校（1971年）[175]
- 塙町立真名畑小学校（1974年高城小へ統合）[172]
- 塙町立笹原小学校大蕨分校（1976年）[173]
- 塙町立笹原小学校木野反分校（1978年）[173]
- 塙町立那倉小学校（2003年塙町立笹原小学校へ統合）
- 塙町立片貝小学校（2012年笹原小へ統合）[176]
- 塙町立片貝小学校矢塚分校（同上）[176]
- 塙町立高城小学校（2013年塙小へ統合）[172]
- 塙町立常豊小学校（2018年）[177]
- 鮫川村立鮫川小学校戸草分校（1976年）[107]
- 鮫川村立鮫川小学校東野分校（1977年）[24]
- 鮫川村立西山小学校（2003年鮫川村立鮫川小学校へ統合）[178]
- 鮫川村立西野小学校（同上）[178]
- 鮫川村立富田小学校（同上）[178]
- 鮫川村立渡瀬小学校（同上）[178]
- 鮫川村立青生野小学校（2018年鮫川小へ統合）[178]

## 石川郡
- 石川町立石川小学校〈初代〉（1969年北山形小と統合し石川小〈2代目〉へ）[90]
- 石川町立北山形小学校（1969年石川小〈初代〉と統合し石川小〈2代目〉へ）[90]
- 石川町立石川小学校〈2代目〉（2015年統合により石川町立石川小学校〈3代目〉へ）[179]
- 石川町立山形小学校（同上）[179]
- 石川町立南山形小学校（同上）[179]
- 石川町立母畑小学校（同上）[179]
- 石川町立中谷第一小学校（同上）[179]
- 石川町立中谷第二小学校（同上）[179]
- 玉川村立須釜小学校四辻分校（2004年休校、2007年廃校）[180]
- 玉川村立川辺小学校（2015年玉川村立玉川第一小学校へ統合）[181]
- 平田村立蓬田小学校乙空釜分校（2003年休校、2005年廃校）[182]
- 平田村立永田小学校（2013年平田村立蓬田小学校へ統合）[183]
- 平田村立西山小学校（1984年小平小西山分校から独立[80]、2013年平田村立小平小学校へ統合[152]）
- 浅川町立浅川小学校小貫分校（1955年8月東村立小野田小学校から移管[184]、1973年廃校[185]）
- 浅川町立浅川小学校大草分校（1976年）[107]
- 古殿町立大原小学校滝の平分校（1991年）[89]
- 古殿町立大久田小学校高房分校（1995年）[103]
- 古殿町立竹貫田小学校（1966年山上小学校竹貫田分校から独立、1996年廃校）
- 古殿町立鎌田小学校（1997年[186]）
- 古殿町立田口小学校（2011年統合により古殿町立古殿小学校へ）[187]
- 古殿町立宮本小学校（同上）[187]
- 古殿町立大原小学校（同上）[187]
- 古殿町立山上小学校（同上）[187]
- 古殿町立大久田小学校（同上）[187]
- 古殿町立論田小学校（同上）[187]

## 田村郡
- 三春町立中郷小学校貝山分校（1962年）[188]
- 三春町立中妻小学校〈旧〉（1977年鷹巣小と統合し三春町立中妻小学校〈新〉へ）[189]
- 三春町立鷹巣小学校（1977年中妻小〈旧〉と統合し中妻小〈新〉へ）[189]
- 三春町立中郷小学校狐田分校（1991年）[188]
- 小野町立小野新町小学校塩庭分校（1973年）[190]
- 小野町立夏井第一小学校湯沢分校（1977年）[24]
- 小野町立小野新町小学校雁股田分校（2008年）[190]
- 小野町立小戸神小学校（2010年小野新町小へ統合）[190]
- 小野町立夏井第二小学校（2010年夏井第一小へ統合）[191]
- 小野町立小野新町小学校（2020年統合により小野町立小野小学校へ）[192]
- 小野町立飯豊小学校（同上）[192]
- 小野町立浮金小学校（同上）[192]
- 小野町立夏井第一小学校（同上）[192]

## 双葉郡
- 広野町立広野小学校箒平分校（1976年）[24]
- 楢葉町立楢葉南小学校沢道分校（1958年10月）[193]
- 楢葉町立楢葉南小学校大阪分校（1966年）[19]
- 楢葉町立楢葉北小学校所布分校（1972年）[20]
- 楢葉町立楢葉北小学校上繁岡分校（1996年）[8]
- 楢葉町立楢葉南小学校女平分校（1996年）[8]
- 楢葉町立楢葉北小学校乙次郎分校（2005年）[193]
- 楢葉町立楢葉北小学校（2022年楢葉南小と統合し楢葉町立楢葉小学校へ）[194]
- 楢葉町立楢葉南小学校（2022年楢葉北小と統合し楢葉小へ）[194]
- 富岡町立富岡第二小学校赤六分校（1970年）[5]
- 富岡町立富岡第一小学校（2022年富岡第二小と統合し富岡町立富岡小学校へ）[195]
- 富岡町立富岡第二小学校（2022年富岡第一小と統合し富岡小へ）[195]
- 川内村立川内第二小学校持留分校（1965年）[69]
- 川内村立川内第一小学校萩分校（1966年）[19]
- 川内村立川内第一小学校吉岡分校（1966年）[19]
- 川内村立川内第一小学校毛戸分校（1975年）[23]
- 川内村立川内第一小学校（2004年統合により川内小へ）[196]
- 川内村立川内第二小学校（同上）[196]
- 川内村立川内第三小学校（同上）[196]
- 川内村立川内小学校（2021年川内村立川内中学校との統合し川内村立川内小中学園へ）[197]
- 大熊町立熊町小学校夫沢分校（1971年）[5]
- 大熊町立熊町小学校（2022年大野小・大熊中と統合し、義務教育学校の大熊町立学び舎ゆめの森へ）[198]
- 大熊町立大野小学校（2022年熊町小・大熊中と統合し、大熊町立学び舎ゆめの森へ）[198]
- 双葉町立双葉南小学校石熊分校（1965年）[69]
- 双葉町立双葉北小学校寺沢分校（1966年）[19]
- 浪江町立苅野小学校家老分校（1966年浪江町立津島小学校へ統合）[19]
- 浪江町立津島小学校羽付分校（同上）[19]
- 浪江町立津島小学校手七郎分校（1974年）[22]
- 浪江町立津島第二小学校昼曽根分校（1979年）[129]
- 浪江町立津島小学校〈旧〉（1983年浪江町立津島小学校〈新〉津島教室[118]となり、1984年完全統合[80]）
- 浪江町立津島第二小学校（1983年津島小第二分室[118]となり、1984年完全統合[80]）
- 浪江町立大堀小学校三程分校（1987年）[199]
- 浪江町立請戸小学校（2011年東日本大震災および福島第一原子力発電所事故の影響により休校、2021年浪江町立なみえ創成小学校へ統合）[200]
- 浪江町立幾世橋小学校（同上）[200]
- 浪江町立大堀小学校（同上）[200]
- 浪江町立苅野小学校（同上）[200]
- 浪江町立浪江小学校（2021年なみえ創成小へ統合）[200]
- 浪江町立津島小学校（2021年休校）[201]
- 葛尾村立葛尾小学校大放分校（1966年）[202]
- 葛尾村立葛尾小学校野行分校（1968年）[202]
- 葛尾村立葛尾小学校風越分校（1976年）[202]

## 相馬郡
- 飯舘村立小宮小学校高ノ倉分校（1960年）[203]
- 飯舘村立草野小学校八木沢分校（1963年）[203]
- 飯舘村立飯樋小学校蕨平分校（1963年）[203]
- 飯舘村立佐須小学校（1977年草野小へ統合）[204]
- 飯舘村立長泥小学校（1977年飯樋小へ統合）[203]
- 飯舘村立比曾小学校（同上）[203]
- 飯舘村立小宮小学校蕨平分校（1978年草野小へ統合）[203]
- 飯舘村立小宮小学校（1979年草野小へ統合）[203]
- 飯舘村立大倉小学校（1980年草野小へ統合）[203]
- 飯舘村立草野小学校（2020年統合により小中一貫校のいいたて希望の里学園へ）[205]
- 飯舘村立飯樋小学校（同上）[205]
- 飯舘村立臼石小学校（同上）[205]